# Richard Lehners
Richard Lehners (* 20. März 1918 in Rüstringen; † 28. Mai 2000 in Hannover) war ein deutscher Gewerkschafter und Politiker (SPD). Er war von 1963 bis 1967 Präsident des Niedersächsischen Landtages und von 1967 bis 1974 
niedersächsischer Innenminister.

## Leben
Nach dem Besuch der Volksschule und der Mittelschule, die er mit der Mittleren Reife abschloss, absolvierte Lehners von 1934 bis 1937 eine Lehre als Maschinenbauer auf der Marinewerft in Wilhelmshaven. Er leistete von 1938 bis 1939 Reichsarbeitsdienst und nahm im Anschluss als Soldat der Luftwaffe am Zweiten Weltkrieg teil. Bei Kriegsende geriet er in Gefangenschaft, aus der er im Juli 1945 entlassen wurde. Nach seiner Entlassung aus der Kriegsgefangenschaft arbeitete er bis 1947 als Landarbeiter, Hafenarbeiter und Maschinenbaumonteur in Bremen.
Lehners trat 1945 in die SPD ein und war von Juli 1947 bis November 1951 hauptberuflich als Parteisekretär tätig. Von November 1951 bis Dezember 1953 arbeitete er als sozialpolitischer Sekretär für den DGB in Bremen und war dort gleichzeitig Mitglied in den Bürgerschaftsausschüssen für Inneres und für Wirtschaft. Von Januar 1954 bis 1967 war er Vorsitzender des DGB-Kreisausschusses von Hannover und Vorstandsmitglied des DGB-Landesbezirkes Niedersachsen.
Lehners wurde 1955 als Abgeordneter in den Niedersächsischen Landtag gewählt und errang ein Direktmandat im Wahlkreis Hannover-Linden, das er jeweils bei den Landtagswahlen 1959, 1963 und 1967 verteidigen konnte. Von 1963 bis 1967 amtierte er als Präsident des Landtages.
Nachdem Otto Bennemann sich aus Altersgründen nicht mehr einer neuerlichen Landesregierung zur Verfügung stellen wollte, bewarben sich Egon Franke und Lehners für das Amt des Innenministers, woraufhin sich letzterer in einer Kampfabstimmung vor dem Landesausschuss der SPD Niedersachsen mit 39 gegen 24 Stimmen durchsetzte. Lehners wurde am 5. Juli 1967 als Innenminister in die von Ministerpräsident Georg Diederichs geführte Regierung des Landes Niedersachsen berufen und in den folgenden Jahren neben Alfred Kubel, Kurt Partzsch und Egon Franke als potentieller Nachfolger des Ministerpräsidenten gehandelt. Er gehörte von 1966 bis 1975 dem Vorstand des SPD-Bezirkes Hannover an und wurde innerhalb der Partei mit dem Spitznamen King Richard angesprochen. Im Sommer 1969 geriet er in die Kritik des rechten Parteiflügels, da er bei den Demonstrationen der Roter-Punkt-Aktion den Rückzug von Polizeieinheiten angeordnet hatte.
Im April 1970 verlor Lehners die parteiinterne Wahl zur Kandidatenaufstellung in seinem Wahlkreis für die Landtagswahl im Juni, unterlag dabei Bruno Orzykowski und bekam nicht mal einen Platz auf der Landesliste. Nach der Landtagswahl konnte er sich im Landesausschuss aber gegen die Bewerber für das Amt des Innenministers, Günter Kiehm und Horst Milde, durchsetzen. Daraufhin wurde er in der von Ministerpräsident Kubel geleiteten SPD-Alleinregierung erneut vereidigt. Zu seinen wichtigsten Leistungen zählte während seiner Amtszeit die Durchführung der Verwaltungs- und Gebietsreform in Niedersachsen, die jedoch sowohl in der Bevölkerung, als auch in der SPD nicht auf Gegenliebe stieß und so seinen Einfluss sowie seine Popularität schmälerte.
Neben seiner ministeriellen Tätigkeit war Lehners Mitglied des Aufsichtsrates der Stahlwerke Peine-Salzgitter AG. Da er im Juli 1973 maßgeblich an der Verabschiedung eines Gesetzes zur Zulassung öffentlicher Spielbanken beteiligt war und in der Folgezeit die Konzessionen an private Betreiber vergeben hatte, geriet er in Widerspruch zum Ministerpräsidenten. Kubel, der zuvor öffentlich seine Ablehnung zum Gesetz bekannt gegeben hatte, sah ihn dann weder als Nachfolger noch als Minister in seinem Kabinett vor, so dass Lehners nach der Bildung einer Sozialliberalen Koalition am 10. Juli 1974 aus der Landesregierung ausschied und als Innenminister von Rötger Groß abgelöst wurde.
Bei den Landtagswahlen 1974 und 1978 wurde er erneut als Abgeordneter in den Landtag gewählt, dem er bis 1982 angehörte. In beiden Wahlperioden war er über die Landesliste ins Parlament eingezogen. Von 1977 bis 1981 war Lehners Präsident von Hannover 96.
Im Zusammenhang mit der Spielbankenaffäre musste er 1988 mehrfach vor einem Untersuchungsausschuss des Landtages aussagen. Dabei ging es auch um seine Rolle im Hinblick auf die Art und Weise der Konzessionsvergabe.
Richard Lehners war seit 1942 verheiratet und hatte vier Kinder.

## Ehrungen
- 1966: Großkreuz des Verdienstordens der Bundesrepublik Deutschland[8]